# Pascal Foser
Pascal Foser (* 16. Oktober 1992 in Vaduz) ist ein liechtensteinischer Fussballspieler.

## Karriere

### Verein
In seiner Jugend spielte Foser für den FC Balzers, bei dem er 2012 in den Herrenbereich wechselte. 2013 schloss er sich der zweiten Mannschaft des Hauptstadtklubs FC Vaduz an, ehe er 2015 zum FC Balzers zurückkehrte. Seit 2017 steht er beim FC Triesenberg unter Vertrag.

### Nationalmannschaft
Foser durchlief mehrere liechtensteinische U-Nationalmannschaften, bevor er am 6. Juni 2016 im Freundschaftsspiel gegen Island sein Debüt für die A-Nationalmannschaft gab, als er in der 89. Minute für Nicolas Hasler eingewechselt wurde.